# روبرت باس
روبرت باس (بالإنجليزية: Robert Bass)‏ هو رائد أعمال أمريكي، ولد في 1948 في تكساس في الولايات المتحدة.

## وصلات خارجية
- روبرت باس على موقع إن إن دي بي (الإنجليزية)